# Rawa Banda
Rawa Banda is een bestuurslaag in het regentschap Banyuasin van de provincie Zuid-Sumatra, Indonesië. Rawa Banda telt 1154 inwoners (volkstelling 2010).